# Cielo Latini
Cielo Latini (La Plata, 14 giugno 1984) è una scrittrice argentina, autrice del best seller Abzurdah pubblicato nel 2006.
Grazie a questo libro fa il suo debutto nella letteratura argentina in cui descrive le diverse situazioni che ha passato durante la sua adolescenza, soffrendo di anoressia nervosa.
Nel gennaio 2011 ha iniziato a lavorare al programma televisivo argentino Los unos y los otros, trasmesso dalla rete televisiva "América". Nel 2012 fece parte di Cadena de noticias un giornale non strutturato con Tomas Dente, Tucu López, Maria Freytes e Nicolas Fazio.

## Biografia
Dalla sua infanzia fino all'adolescenza ha frequentato diverse scuole a La Plata. Simultaneamente studiava inglese e pianoforte.
Nel suo libro Abzurdah ha rivelato le sue tappe come bulimica e anoressica. L'autrice creò un blog mecomoamì dove molte dove, compresa lei, esprimevano il loro diritto di essere anoressiche e lo definivano uno stile di vita.
Latini incolpa il suo ex ragazzo Alejandro (che appare nel suo romanzo sotto lo pseudonimo di Alejo). Il suo disturbo borderline di personalità l'ha portata a tentare il suicidio. Dopo questo, iniziò a auto lesionarsi. Aveva tatuato sull'avambraccio il numero 47 riferito al peso a cui intendeva arrivare. Attualmente sopra il 47 si è tatuata un cuore perché "Solo l'amore ci porta fuori da cose terribili" ha detto. L'autrice sostiene di aver trascorso diverse settimane a nutrirsi solo di acqua, mele e sigarette sotto l'insicurezza personale permanente e una lotta faticosa per raggiungere una perfezione idealizzata.

## Studi
Cielo Latini ha studiato giornalismo presso l'Universidad Católica Argentina (UCA). Tuttavia, ha lasciato la carriera e ha iniziato l'attività alberghiera fino a quando non ha deciso di voler diventare un produttore televisivo. Poi decise di diventare una hostess, ma poco dopo iniziò a scrivere Abzurdah.

## Carriera letteraria
Abzurdah è il primo libro dell'autrice. In questo romanzo racconta le sue esperienze adolescenziali, che descrive come "la sua discesa nell'inferno".
La prima pubblicazione, con una tiratura di 5 000 copie, fu venduta in pochi giorni, il che la rese un best seller. Il libro era particolarmente popolare tra gli adolescenti.
In Argentina furono vendute oltre 260 000 copie. L'autrice ha promosso il libro grazie all'utilizzo dei media e ha viaggiato negli Stati Uniti, Messico, Bolivia, Perù, Venezuela, El Salvador, Guatemala, Colombia, Ecuador e Cile. Il libro è stato tradotto in portoghese e le prime edizioni sono state esaurite subito in Brasile. La versione in castigliano è stata distribuita anche in Spagna, dove è stata un successo.
Nel 2010 pubblica il suo secondo libro intitolato Chubasco.
Nel 2015 Abzurdah è stato trasporto in un film dallo stesso titolo, interpretato dagli attori argentini María Eugenia Suárez e Esteban Lamothe.

## Vita privata
Ha avuto una relazione sentimentale con il giornalista Rolando Graña, di 24 anni più anziano di lei. Nell'ottobre del 2008 hanno avuto la loro prima figlia Adolfina. Nell'aprile del 2010 si sono sposati mentre Cielo era incinta della sua seconda figlia, Cordelia. Cielo ha affermato di aver sconfitto la sua malattia grazie all'amore di Rolando Graña. La relazione finisce nel 2013.